# Lelle (stacja kolejowa)
Lelle – węzłowa stacja kolejowa w miejscowości Lelle, w prowincji Raplamaa, w Estonii. Węzeł linii z Tallinna z liniami do Parnawy i Viljandi.

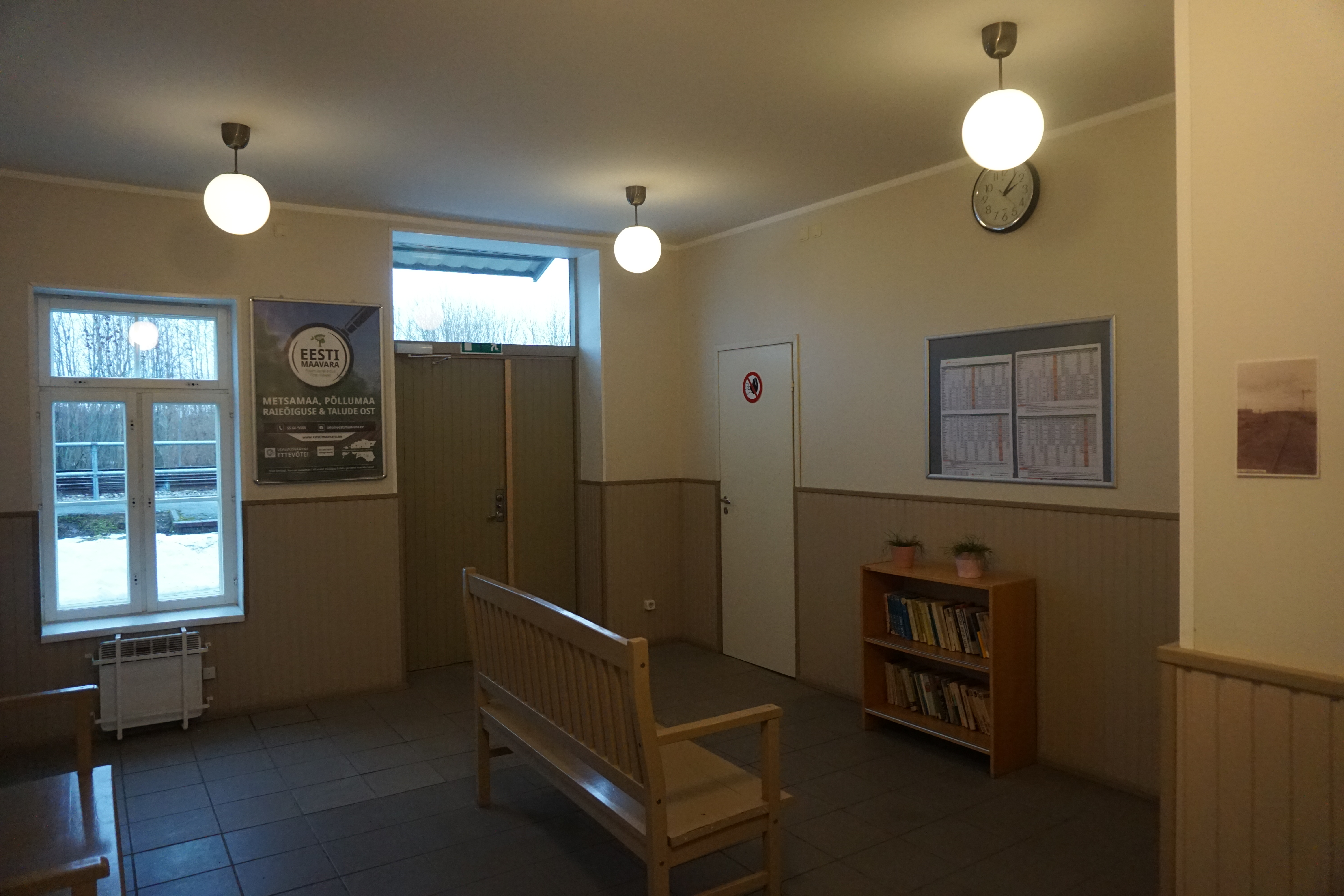
poczekalnia
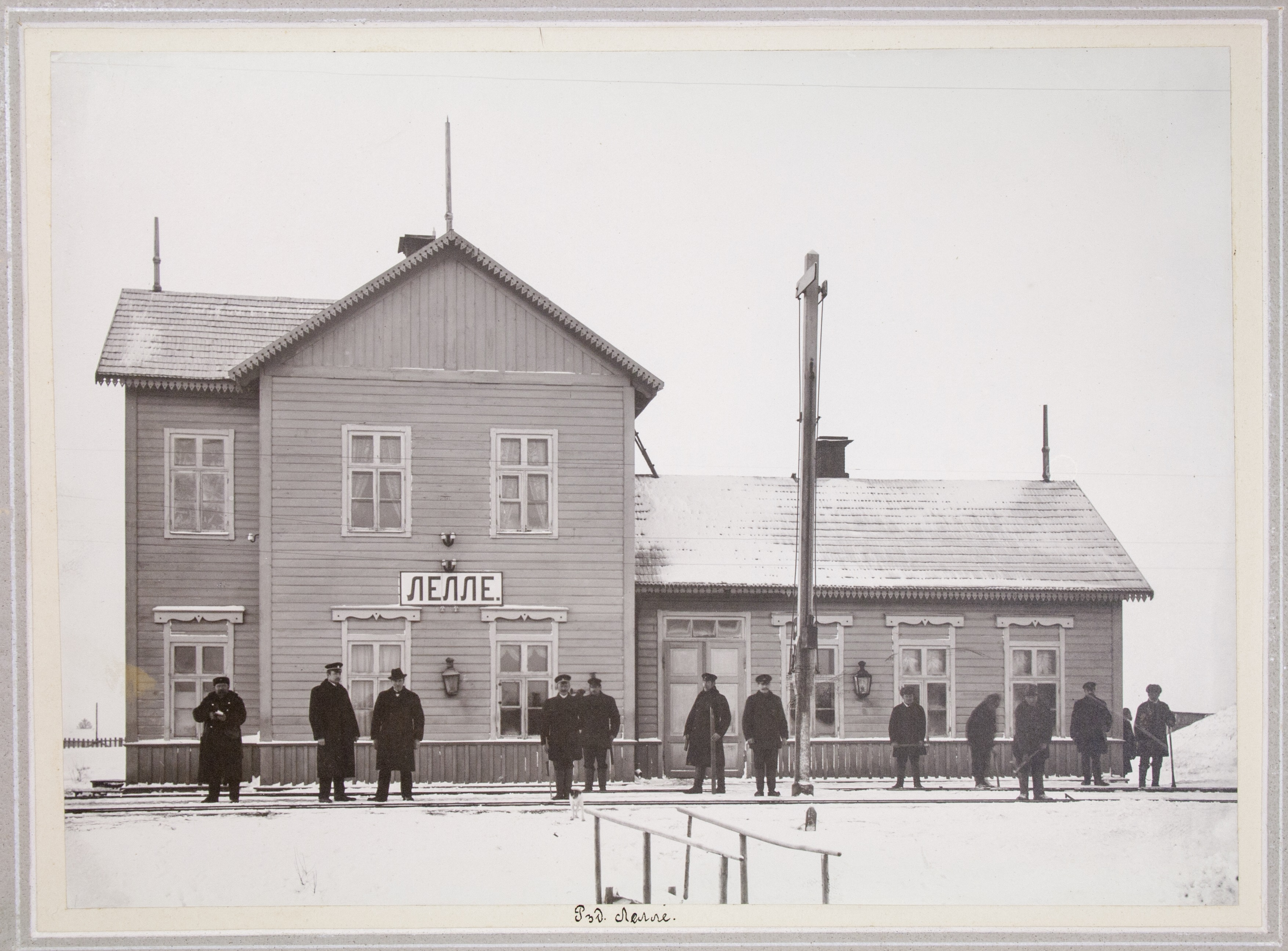
budynek stacyjny w czasach carskich